# غيلبرت كورلاند
غيلبرت كورلاند (بالإنجليزية: Gilbert Kurland)‏ هو مهندس ومهندس الصوت أمريكي، ولد في 28 نوفمبر 1904 في منيابولس في الولايات المتحدة، وتوفي في 26 فبراير 1978 في لوس أنجلوس في الولايات المتحدة.

## وصلات خارجية
- غيلبرت كورلاند على موقع IMDb (الإنجليزية)
- غيلبرت كورلاند على موقع قاعدة بيانات الفيلم (الإنجليزية)